# NGC 6747
NGC 6747 је елиптична галаксија у сазвежђу Змај која се налази на NGC листи објеката дубоког неба.
Деклинација објекта је + 72° 46' 20" а ректасцензија 18h 55m 21,5s. Привидна величина (магнитуда) објекта NGC 6747 износи 14,1 а фотографска магнитуда 15,1. NGC 6747 је још познат и под ознакама CGCG 341-12, NPM1G +72.0185, PGC 62564.